# الموازنة العامة
الموازنة العامة للدولة هي بيان تفصيلي يوضح تقديرات إيرادات الدولة ومصروفاتها الكاملة، معبرا عن ذلك في صورة وحدات نقدية تعكس في مضمونها خطة الدولة لسنة مالية مقبلة. وهذا البيان يتم اعتماده من قبل السلطة التشريعية في الدولة.

## تطور الميزانية العامة للدولة ( أساليب إعداد الميزانية )

### الأسلوب التقليدي (موازنة البنود)
اهتم هذا الأسلوب بالجانب الرقابي، ففي ظل هذه الموازنة يتم التركيز على الاعتمادات بحيث تأتي الموازنة في شكل اعتمادات وبنود و يتم التأكد من قبل أجهزة الرقابة المالية من أن الصرف يتم في حدود الاعتمادات المدرجة وفي الأغراض المخصصة لها. وأن إجراءات الصرف تتم بصورة سليمة وقانونية .
اهتم هذا الأسلوب بالجانب الرقابي أكثر من الاهتمام بالخدمات نفسها والتي تم الإنفاق من أجلها. حيث أن التبويب على أساس نوع المصروف لا يوضح ما إذا كانت المصروفات قد حققت الهدف من إنفاقها أم أنها مجرد مصروفات تم سدادها وانتهى الأمر.

### موازنة البرامج والأداء
لتلافي أوجه القصور في موازنة البنود تم استحداث هذه الموازنة والتي تقوم على الاهتمام والتركيز على الإنجازات التي تتم إذ أن الموازنة تعتمد لتحقيق أهداف معينة وليس لمجرد شراء سلع وخدمات. ومن ثم فموازنة البرامج والأداء تهتم بطبيعة أنشطة وأعمال الأجهزة الحكومية أكثر من اهتمامها بموضوع الإنفاق. وتلقي الضوء على العمل الذي تم أو الخدمة التي أنجزت للتأكد من أن النتائج التي تحققت توازي ما كان مخططا له. وهل تكاليف الخدمة أو العمل مناسبة أو مرتفعة ؟
وهذا الأسلوب يؤدي إلى رفع مستوى الأداء وترشيد الإنفاق والحيلولة دون الإسراف وتقييم النتائج من خلال مقارنتها بالخطط.

### موازنة التخطيط والبرمجة
ظهر هذا الأسلوب نتيجة الحاجة إلى ربط البرامج الحكومية بالخطة العامة للدولة . فهذه الموازنة تهدف إلى الربط بين الاعتمادات وبين تحقيق الأهداف المخططة و هي تعتبر وسيلة لاتخاذ القرارات التي تتعلق بالمفاضلة بين البرامج البديلة والمتنافسة لتحقيق أهداف معينة .وهكذا تعطي لوظيفة التخطيط الأولوية، على كل من وظيفة الرقابة على الصرف أو غدارة النشاط الحكومي من خلال البرامج .
وبذلك فهي تجمع بين الأبعاد الثلاثة للموازنة ( تخطيط، تنفيذ، رقابة).
أول من قام بتطبيق موازنة التخطيط والبرمجة هي الولايات المتحدة الأمريكية في بداية الستينيات، بهدف معالجة المشاكل التي تواجه عملية اعداد و تنفيذ الموازنة، وكان الهدف الأساسي منها هو تقديم أسلوب منظم لـتحديد :
1. الأهداف الإستراتيجية للموازنة حسب الوقت اللازم لتنفيذها.
2. تحديد مراحل العمل لكل هدف استراتيجي.
3. تحديد أو برمجة المسستلزمات المطلوبة لاداء العمل.
4. تحديد أو برمجة الكلفة المالية للوقت المطلوب لاداء كل مرحلة من مراحل العمل.
5. تحديد أو برمجة الكلفة المالية لكل المستلزمات المطلوبة لاداء العمل.

المصدر:
(1) د. مؤيد عبد الرحمن الدوري والدكتور طاهر موسى الجنابي ، كتاب (إدارة الموازنات العامة)

## الموازنة على الأساس الصفري
(موازنة قاعدة الصفر)
نتيجة لأن أسلوب موازنة التخطيط والبرمجة قد واجه بعض الصعوبات عند التنفيذ نظرا لعدم اهتمامه بتحديد الأولويات بين البرامج الجديدة ولا يهتم بتقييم البرامج الحالية ، ظهر اتجاه حديث في إعداد الموازنة يركز على كيفية تحقيق الأهداف و توفير وسائل تقييم أثار مستويات التمويل .
ويمكن تعريف نظام موازنة قاعدة الصفر بأنه أسلوب عمل إداري منظم يضمن الأخذ في الاعتبار جميع الأنشطة والبرامج المتوقعة و يسعى إلى تحقيق الأهداف المرسومة لكل مستوى إداري مع إيجاد الخطط البديلة لتنفيذ تلك الأهداف وتقديم المقترحات المختلفة بهدف ترشيد توزيع الموارد وترشيد الإنفاق العام بما يحقق أفضل النتائج.